# Estação Parada Doutor Eiras
Parada Doutor Eiras era uma estação de trem do município de Paracambi, no estado do Rio de Janeiro.

## História
Foi a última das estações a ser construída no ramal, em 1964. Funcionava como estação de trens metropolitanos operado pela SuperVia, embora ela somente funcionasse em determinados horários do dia .
Com o fechamento da Casa de Saúde Doutor Eiras, a estação foi desativada no dia 18 de maio de 2012.